# Aeropuerto de Texada-Gillies
El Aeropuerto de Texada-Gillies (del inglés: Texada/Gillies Bay Airport) (IATA: YGB, OACI: CYGB) está ubicado a 1,5 MN (1,9 km; 1,2 mi) al noroeste de Isla Texada, Columbia Británica, Canadá.

## Aerolíneas y destinos
- KD Air
  - Vancouver / Aeropuerto Internacional de Vancouver
  - Qualicum Beach / Aeropuerto de Qualicum Beach